# I Was Made to Love Her (album)
I Was Made to Love Her is het achtste studioalbum van Stevie Wonder. Het werd op 27 augustus 1967 uitgebracht.

## Composities
| Nr. | Titel                                 | Schrijver(s)                                              | Duur |
| --- | ------------------------------------- | --------------------------------------------------------- | ---- |
| 1.  | I Was Made to Love Her                | Stevie Wonder, Henry Cosby, Sylvia Moy, Lula Mae Hardaway | 2:36 |
| 2.  | Send Me Some Lovin'                   | Lloyd Price, John Marascalo                               | 2:29 |
| 3.  | I'd Cry                               | Wonder, Moy                                               | 2:33 |
| 4.  | Everybody Needs Somebody (I Need You) | Wonder, Clarence Paul                                     | 2:36 |
| 5.  | Respect                               | Otis Redding                                              | 2:21 |
| 6.  | My Girl                               | Smokey Robinson, Ronald White                             | 2:55 |

| 1.                 | Baby Don't You Do It            | Brian Holland, Lamont Dozier, Eddie Holland | 2:11 |
| 2.                 | A Fool for You                  | Ray Charles                                 | 3:16 |
| 3.                 | Can I Get a Witness             | Holland, Dozier, Holland                    | 2:42 |
| 4.                 | I Pity the Fool                 | Deadric Malone                              | 3:04 |
| 5.                 | Please, Please, Please          | James Brown, John Terry                     | 2:40 |
| 6.                 | Every Time I See You, I Go Wild | Wonder, Cosby, Moy                          | 2:52 |
| Totale duur: 32:15 |                                 |                                             |      |